# 国立村
国立村（くにたちむら）は山梨県東八代郡にあった村。現在の笛吹市北東部、中央自動車道一宮御坂インターチェンジの北東一帯にあたる。

## 歴史
- 1874年（明治7年）12月9日 - 八代郡国分村・橋立村・東原村・竹原田村・金田村が合併して国立村となる。
- 1878年（明治11年）7月22日 - 郡区町村編制法の施行により、国立村が東八代郡の所属となる。
- 1889年（明治22年）7月1日 - 町村制の施行により、国立村が単独で自治体を形成。
- 1903年（明治36年）9月25日 - 一桜村、清野村と合併して一宮村が発足。同日国立村廃止。

## 交通

### 道路
現在は旧村域に中央自動車道の一宮御坂インターチェンジが所在するが、当時は未開通。